# Estat d'Equatòria
L'estat d'Equatòria fou una entitat administrativa del Sudan creada el 1991 amb la regió d'Equatòria (aleshores formada per dues províncies, Equatoria Oriental i Equatòria Occidental que no corresponen exactament als dos estats amb aquest nom sorgits el 1994). El 1994 es va dividir en tres estats:
- Equatòria Occidental
- Equatòria Oriental
- Bahr al-Jabal (actual Equatòria Central)

## Governadors
- Satorlino Afika 1991-1993
- Angelo Beda 1993-1994